# Rick Beukers
R.J. (Rick) Beukers (30 januari 1990) is een Nederlands politicus van de VVD. Sinds 27 maart 2025 is hij burgemeester van de gemeente Edam-Volendam.

## Loopbaan
Beukers studeerde Economie en behaalde hierin een master op de Vrije Universiteit Amsterdam. Van 2014 tot 2018 was hij gemeenteraadslid in Bunschoten en van 2018 tot 2025 wethouder in deze gemeente.

### Burgemeester van Edam-Volendam
Op 19 december 2024 werd Beukers door de gemeenteraad van Edam-Volendam voorgedragen als burgemeester als opvolger van Lieke Sievers. Op 14 februari werd bekendgemaakt dat de minister van Binnenlandse Zaken en Koninkrijksrelaties Beukers heeft voorgedragen voor benoeming door de Kroon per 27 maart 2025. Op deze dag volgde de beëdiging en installatie.